# تعددية الثقافات والمسيحية

خارطة تُبيِّن نسبة المسيحيين في كُل بلد حول العالم.

تعددية الثقافات والمسيحية لهما ارتباط تاريخي طويل. نشأت المسيحية كطائفة من اليهودية في الشرق الأوسط،  حيث عاش يسوع، المؤسس والشخصية المركزية للمسيحية، وعقد خدمته ورسالته الدينية في الشرق الأوسط. كما ويحمل بولس الطرسوسي، اليهودي الإثنية، والذي ولد وعاش في الشرق الأوسط، أهمية كبيرة للمسيحية والذي يطلق عليه البعض «المؤسس الثاني» للدين. وكان لأوغسطينوس أكبر تأثير على المسيحية بعد بولس، والذي يعد من آباء الكنيسة، وملفان، ولاهوتي بارز، وتعود أصوله إلى شمال أفريقيا. تحت تأثير بولس، سرعان ما انتشرت المسيحية على نطاق واسع بين غير اليهود (الوثنيين) في الإمبراطورية الرومانية.

## المسيحية العالمية في العصر الحديث
المسيحية ديانة مفتوحة للبشرية جمعاء، التي تضم واحد من كل ثلاثة أشخاص على وجه الأرض بين أعضائها. ويشمل العالم المسيحي مساحة من الأراضي أكبر من أي منطقة دينية أخرى. ومن حيث كل من السكان والجغرافيا، تعد المسيحية أكبر دين في العالم. وعلى هذا النحو، تحتوي التركيبة السكانية للمسيحيين على تنوع كبير، ولديها أتباع من مجموعة واسعة من الأعراق والجنسيات والثقافات.

## أوروبا
في كتابه «تضخيم القصة: وجهات نظر حول كتابة التاريخ المسيحي العالمي»، يري ريتشارد فوكس يونغ العلاقة بين المسيحية والمركزية الأوروبية بأنها ضعيفة، ويشير إلى ما بعد الاستعمارية وطبيعة الكنائس النائشة غير الأوروبية وتأثيرها على تطور المسيحية العالمية. وفي ما بعد الاستعمارية، فقدت المسيحية ارتباطها بالغرب.

## خارج العالم الغربي
في مطلع عام 2000، كان 60% من مليارين مسيحي في العالم يعيشون في أفريقيا أو أمريكا اللاتينية أو آسيا، وبحلول عام 2025، سوف تتحول هذه التركيبة السكانية إلى ما يقدر بحوالي 67% من أصل ثلاثة مليارات مسيحي في العالم. يعد صعود المسيحية في النصف الجنوبي من الكرة الأرضية، وخاصةً في شمال أفريقيا وأمريكا اللاتينية، في أواخر القرن العشرين وأوائل القرن الحادي والعشرين، هو "حركة شعبية؛ والتي ولدت أشكالًا جديدة من اللاهوت والعبادة المسيحية، وأبعدت النقطة الثقافية والجغرافية للكنيسة بعيداً عن العالم الغربي. إن بروز المسيحية في نصف الكرة الجنوبي جلب معه تنوعًا ثقافيًا وفكريًا إلى المسيحية العالمية، وساهم بأفكار مثل لاهوت التحرير.